# Saint-Paul-d’Abbotsford
Saint-Paul-d'Abbotsford, antes llamado Yamaska Mountain y Abbotsford, también conocido más simplemente como Saint-Paul, es un municipalidad de Canadá perteneciente a la provincia de Quebec. Forma parte también del municipio regional de condado de Rouville en la región de Montérégie-Est en Montérégie.

## Geografía

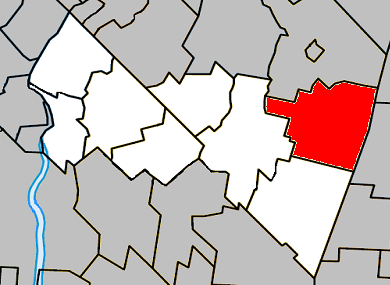
Ubicación de Saint-Paul-d'Abbotsford en el MRC de Rouville

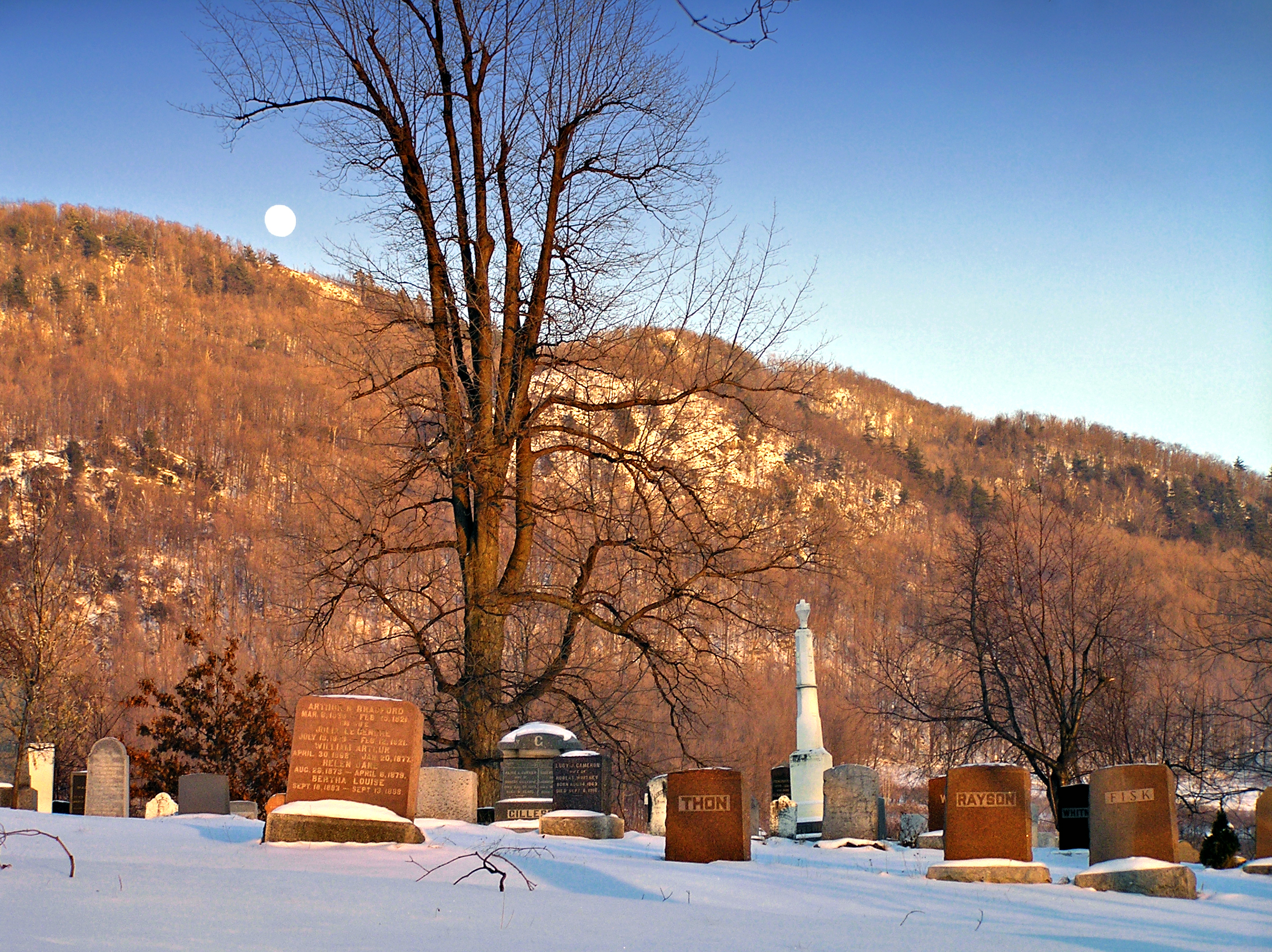
Monte Yamaska

El pueblo de Saint-Paul-d'Abbotsford se encuentra al pie del monte Yamaska en la parte este del MRC de Rouville, circa de Granby. Está ubicado entre Saint-Pie al norte, Sainte-Cécile-de-Milton al noreste, Granby al este, Ange-Gardien al sur y Saint-Césaire al oeste. Su superficie total es de 80,01 km², de los cuales 79,81 km² son tierra firme. La Rivière à la Barbue baña el sur del territorio.

## Historia

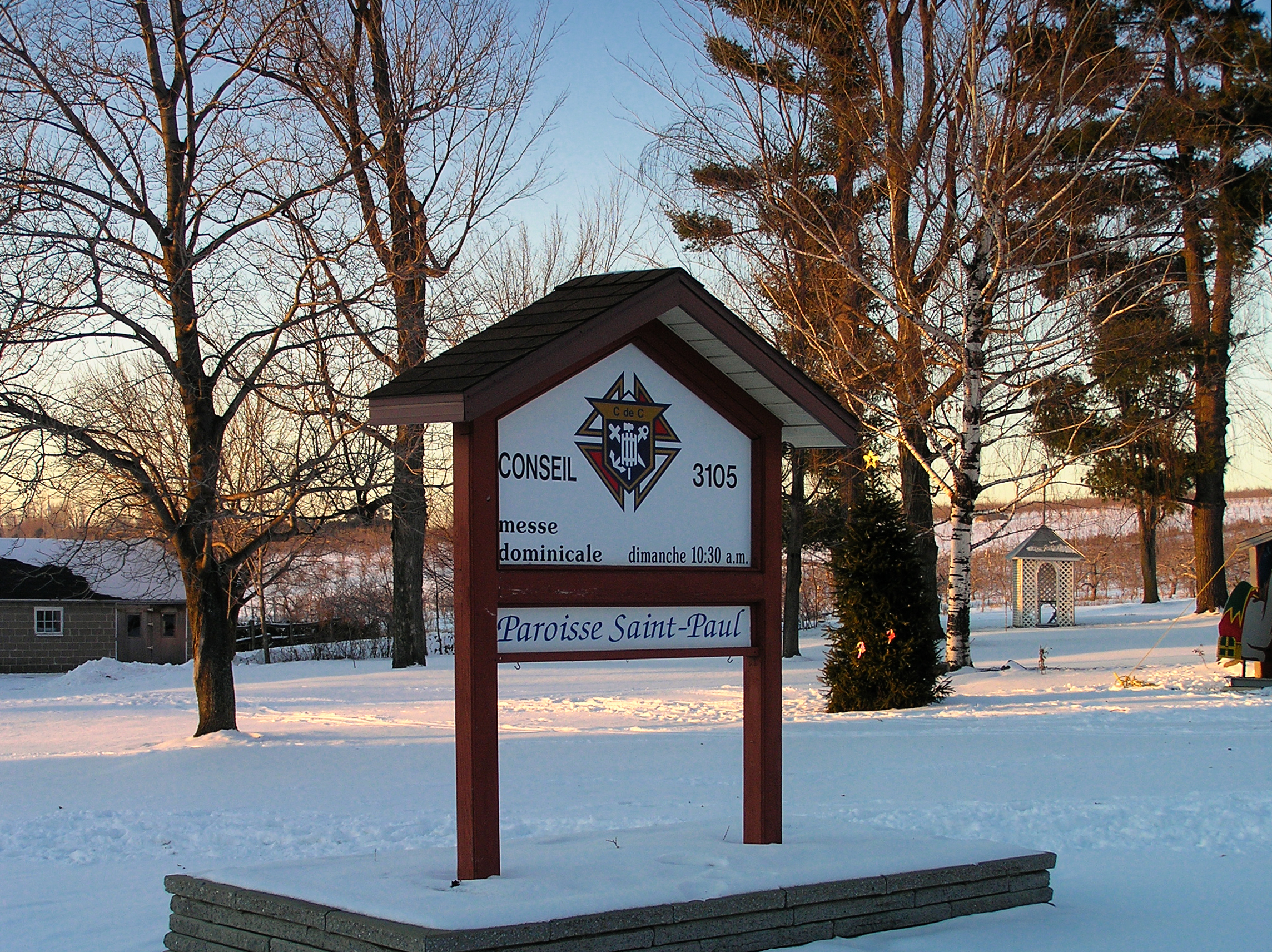
Tablón de anuncios de la parroquia

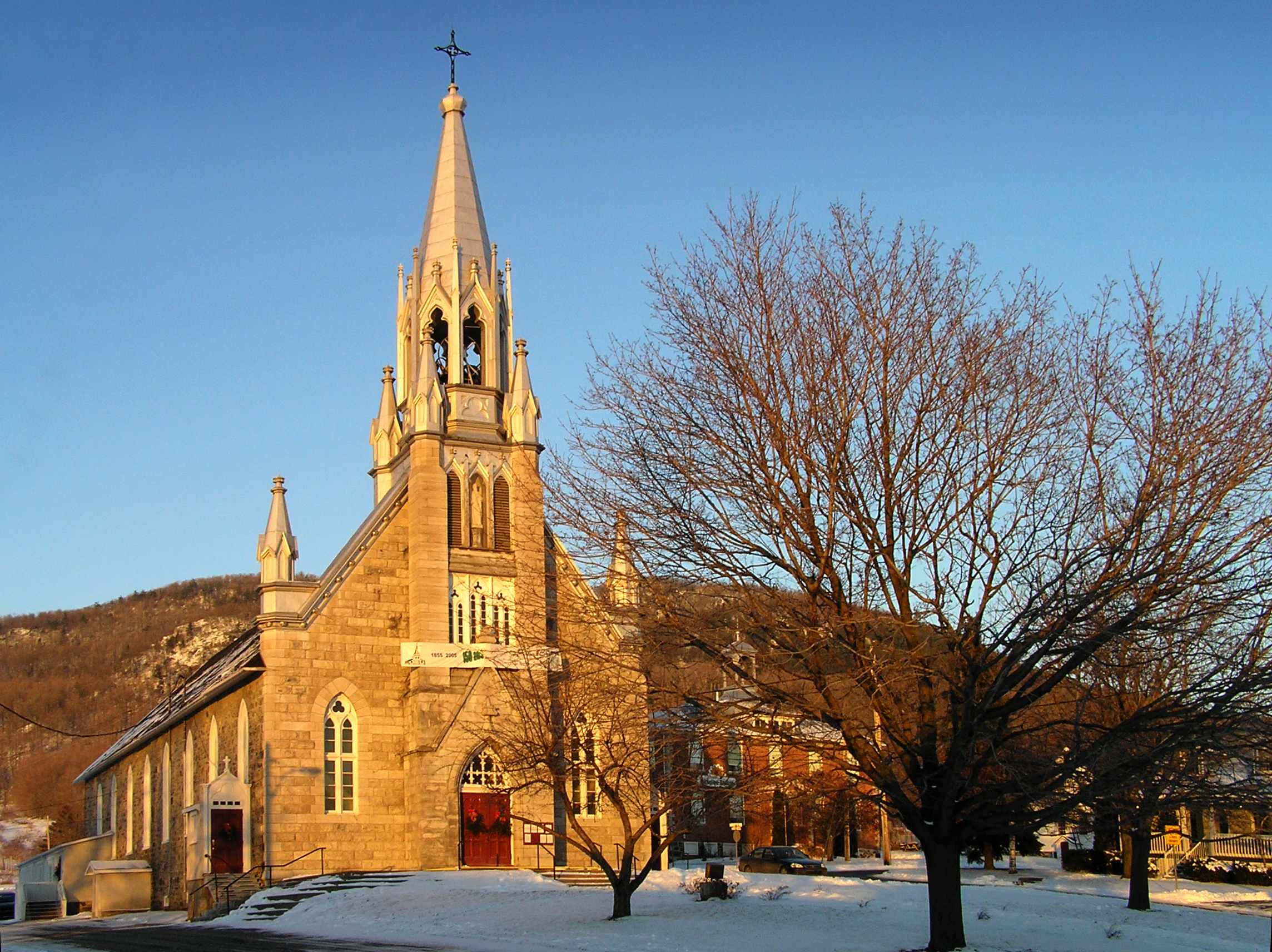
Iglesia católica Saint-Paul

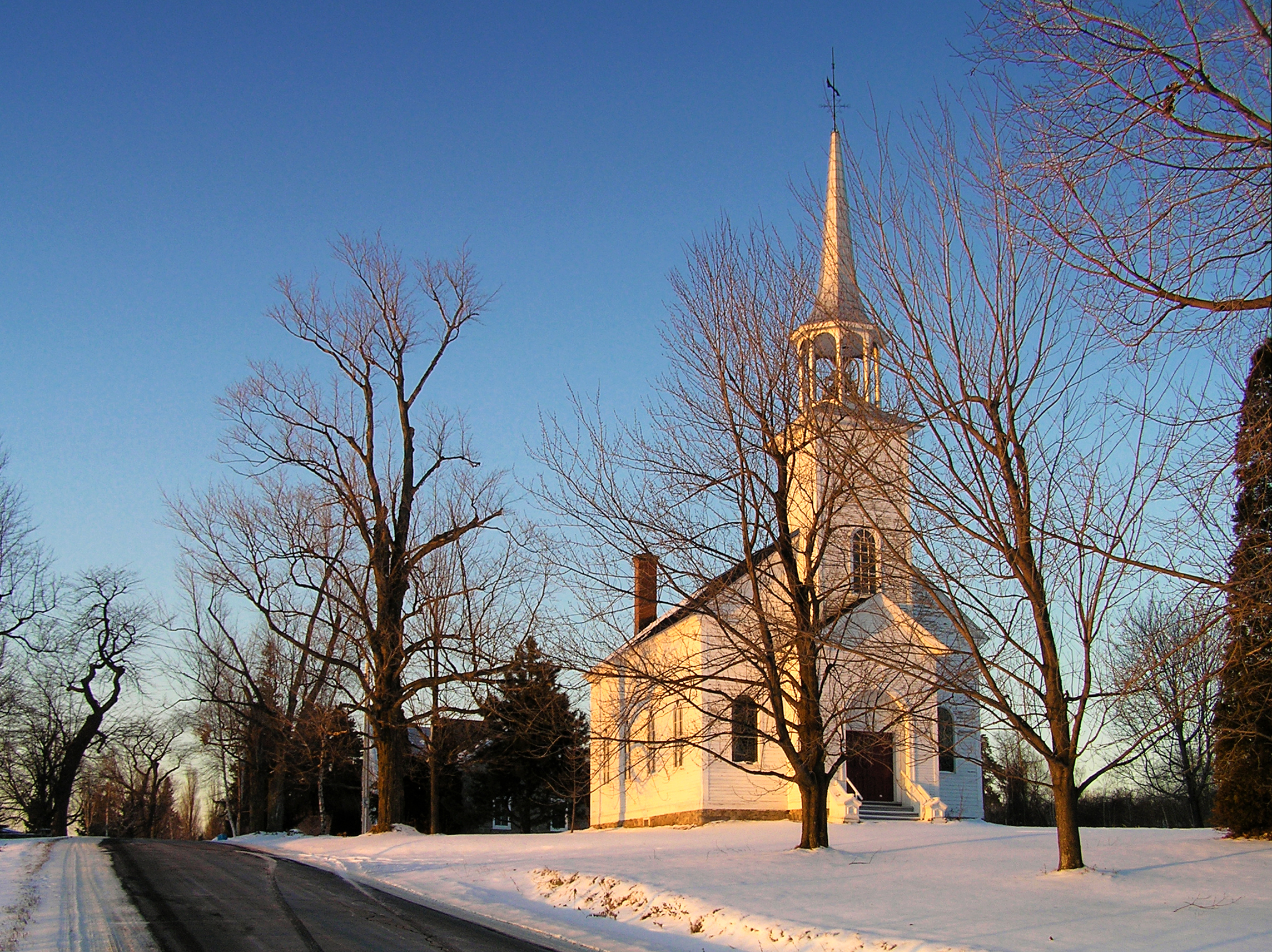
Iglesia anglicana Saint-Paul

Escoceses se establecieron en el área del monte Yamaska al fin del siglo XVII. La población era conocida como Yamaska Mountain, nombre que recibió la oficina de correos. Hacia 1820, la parroquia anglicana de Saint Paul, del nombre del apóstol Pablo de Tarso, se estableció en la región y una iglesia fue construida sobre el monte Yamaska en 1822. El municipio de Abbotsford, cuyo territorio correspondía al de la parroquia anglicana, fue instituido en 1845 pero abolido en 1847. El topónimo Abbotsford resulta de la combinación de los nombres de Joseph Abbott, sacerdote local desde 1825 hasta 1829, padre de John Joseph Caldwell Abbott, primer ministro de Canadá en 1891-1892, y del de su esposa Harriet Bradford. La parroquia católica fue fundada en 1855 a partir de partes de las parroquias de Saint-Pie, de Saint-Césaire y de L'Ange-Gardien y el municipio de parroquia de Saint-Paul-d'Abbotsford fue creado mismo año. La Société de pomologie du Québec fue fundada en Saint=Paul-d'Abbotsford en 1896. El municipio cambió su estatus en 2008 de municipio de parroquia a municipalidad.

## Política
Saint-Paul-d'Abbotsford está incluso en el MRC de Rouville. El consejo municipal está compuesto por seis consejeros representando seis distritos. El alcalde actual (2014) es Jacques Viens.
|            | 2005-2009                                                                                 | 2009-2013 | 2013-2017                                                                                     |
| Alcalde    | Martial Gousy                                                                             | Dean Thomson | Jacques Viens                                                                                 |
| Consejeros | Claude Fournier Suzie Mailloux-Roy Fernand Malo Robert Mashall Gérard Ménard Dean Thomson | René Archambault Jean-Philippe Bourgeois Mario Larochelle Robert Marshall Sylvie Ménard Pierre Pelletier** Robert Poirier Jacques Viens | Réjean Guillet Mario Larochelle Robert Marshall Sylvie Ménard Pierre Pelletier Robert Poirier |

* Consejero al inicio del termo pero no al fin.  ** Consejero al fin del termo pero no al inicio.
El municipio está incluido en la circunscripción electoral de Iberville a nivel provincial y de Shefford  a nivel federal.

## Demografía
Según el censo de Canadá de 2011, contaba con 2870 habitantes. La densidad de población estaba de 36,1 hab./km². Entre 2006 y 2011 hubo un aumento de 46 habitantes (1,6 %). En 2011, el número total de inmuebles particulares era de 1164, de los que 1137 estaban ocupados por residentes habituales.
Evolución de la población total, 1991-2014

## Economía
Los suelos permiten diversos tipos de culturas. El  cultivo de manzanas es una importante actividad local.